# Селение (Астрахань)
Селе́ние (также встречается вариант во множественном числе — Селе́ния) — один из исторических районов Астрахани, расположен в юго-западной части Ленинского административного района к северу от Закутумья. Ограничен улицами Анри Барбюса и Савушкина, бульваром Победы и Волгой.

## История
Историческая застройка представлена в основном одноэтажными деревянными домами, но вблизи Волги и Кутума встречается значительное количество двух- и трёхэтажных каменных домов дореволюционной постройки, в том числе со статусом памятников архитектуры.  В отличие от мультикультурных «этнических» слобод, расположенных к югу от Белого города и известных под общим названием Махалля, Селение до революции имело преимущественно русское население.
В честь Селения взял себе творческий псевдоним уроженец этого района писатель Юрий Селенский (настоящая фамилия — Галишников). Сегодня в его честь названа улица в этом районе, на которой он провёл детство. Этот топоним также содержится в названиях рынка «Селенские Исады» и остановки общественного транспорта «Селена».